# Госпожиците от Вилко
„Госпожиците от Вилко“ (на полски: Panny z Wilka) е полско-френски филм от 1979 година, драма на режисьора Анджей Вайда по сценарий на Збигнев Камински, базиран на едноименния разказ на Ярослав Ивашкевич.
В центъра на сюжета е мъж на средна възраст, който след дълго отсъствие се връща в родния си край и се среща отново с пет сестри, които е познавал отблизо в младостта си. Главните роли се изпълняват от Даниел Обрихски, Анна Сенюк, Мая Коморовска, Станислава Целинска, Кристина Захватович, Кристин Паскал.
„Госпожиците от Вилко“ е номиниран за награда „Оскар“ за чуждоезичен филм.